# 三枚おろし (アルバム)
『三枚おろし』は、日本のロックバンド、音速ラインの3rdフルアルバム。2007年11月14日にNAYUTAWAVE RECORDSから発売。
ジャケット写真は「まこ」という猫で、歌詞カードでは「Cover model」となっている。また、メンバーは、「前2作(「風景描写」、「100景」)の良いとこ取り」と語っている。
歌詞カードの写真は藤井が撮影したもの。

## 収録曲
1. 手紙
  - 作詞・作曲/藤井敬之
  - アルバムのオープニング的な楽曲となっている。
2. 3428
  - 作詞・作曲/藤井敬之　編曲/音速ライン
  - タイトルはリリース当時の二人の年齢から。
3. 旅ガラス
  - 作詞・作曲/藤井敬之　編曲/音速ライン
  - ライブでよく演奏される。
4. 真昼の月
  - 作詞・作曲/藤井敬之　編曲/根岸孝旨＆音速ライン
  - 6thシングル『真昼の月』より。
  - 日本テレビ系『音楽戦士 MUSIC FIGHTER』2007年3月度エンディングテーマ。
  - プロデューサーに根岸孝旨を迎えている。
5. 恋うた
  - 作詞・作曲/藤井敬之　編曲/音速ライン
  - 7thシングル『恋うた』より。
  - テレビ東京系『スキバラ』2007年6月度エンディングテーマ。
  - シングル収録のものとは別テイク。
6. 未来サントラ
  - 作詞・作曲/藤井敬之　編曲/音速ライン
  - インディーズ時代のミニアルバム『青い世界』収録曲のリアレンジバージョン。
7. 真夏の匂い
  - 作詞・作曲/藤井敬之
  - マンドリンと鍵盤ハーモニカが使用されている。
8. 僕らの物語
  - 作詞・作曲/藤井敬之　編曲/音速ライン
9. ヒトカケ
  - 作詞・作曲/藤井敬之　編曲/音速ライン
  - 基本的に4拍子だが、間奏の一部で3拍子になっている。
10. 青春色
  - 作詞・作曲/藤井敬之　編曲/音速ライン　ストリングス編曲/中村大知
  - 8thシングル『青春色』より。
  - 弦一徹ストリングスによるストリングスが使用されている。
11. ありがとうの唄 ver.2
  - 作詞・作曲/藤井敬之　編曲/音速ライン
  - ライブで即興で作られた楽曲「ありがとうの唄」をアレンジしたもの。
12. ウソラシド
  - 作詞・作曲/藤井敬之　編曲/音速ライン
  - インディーズ時代の楽曲。
  - 6分を超え、アルバム最長曲。
13. また明日
  - 作詞・作曲/藤井敬之
  - アルバムのエンディング的な楽曲となっている。